# Metropolitan Police Authority
La Metropolitan Police Authority (MPA) (Autoridad General de la Policía Metropolitana ) es la autoridad policial responsable de supervisar la Policía Metropolitana de Londres (excepto La Policía de la City de Londres).
Está compuesta por 23 miembros:
- 12 miembros de la Asamblea de Londres, nombrados por el Alcalde de Londres bajo un criterio de equilibrio político dentro de la Asamblea.
- 4 magistrados
- 7 independientes

La MPA fue creada en 2000 como un órgano funcional de la Autoridad del Gran Londres, bajo la Ley de la Autoridad del Gran Londres de 1999. 
Antes el control de la policía metropolitana recaía completamente en el Ministerio del Interior.

## Miembros
- Boris Johnson (Presidente, Asamblea de Londres, Conservador)
- Kit Malthouse (Vicepresidente, Asamblea de Londres, Conservador)
- Jennette Arnold (Asamblea de Londres, Labour)
- Victoria Borwick (Asamblea de Londres, Conservador)
- James Cleverly (Asamblea de Londres, Conservador)
- Len Duval (Asamblea de Londres, Laborista)
- Dee Doocey (Asamblea de Londres, Demócratas Liberales)
- Jenny Jones (Asamblea de Londres, Verde)
- Joanne McCartney (Asamblea de Londres, Laborista)
- Stephen O'Connell (Asamblea de Londres, Conservador)
- Caroline Pidgeon (Asamblea de Londres, Demócratas Liberales)
- Richard Tracey (Asamblea de Londres, Conservador)
- Reshard Auladin (independiente)
- Faith Boardman (independiente)
- Christopher Boothman (independiente)
- Valerie Brasse (independiente)
- Cindy Butts (independiente)
- The Lord Harris of Haringey (independiente)
- Kirsten Hearn (independiente)
- Neil Johnson (independiente)
- Clive Lawton (independiente)
- Deborah Regal (independiente)
- Graham Speed (independiente)